# Comité Estatal para el Estado de Emergencia

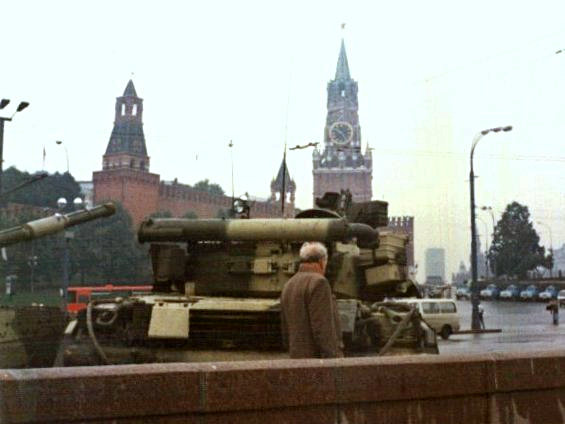
Tanques T-80UD en la plaza roja durante el intento de golpe de Estado de 1991

El Comité Estatal para el Estado de Emergencia (en ruso Государственный комитет по чрезвычайному положению, Gosudárstvenny komitet po chrezvycháinomu polozhéniyu, abreviado como ГКЧП o GKChP), también conocido como La Banda de los Ocho, fue un grupo de ocho conspiradores, altos cargos del KGB y el PCUS, que organizaron el intento de golpe de Estado en la Unión Soviética contra Mijaíl Gorbachov entre el 19 y 21 de agosto de 1991. 
El autodenominado Comité Estatal, de inspiración conservadora (comunista), era una dirección colegiada integrada por diversos altos cargos cercanos a Gorbachov dentro del Politburó, el PCUS y el KGB. Los miembros del grupo se dispersaron tras el fracaso del golpe y siete de ellos fueron detenidos, juzgados y amnistiados en 1994.

## Miembros
El comité lo componían:
- Guennadi Yanáyev, vicepresidente de la URSS.  (1937 -2010) Murió a los 73 años.
- Vladímir Kryuchkov, (1924-2007) jefe del KGB; posteriormente se dedicó a escribir sus memorias. Murió en 2007 a los 83 años
- Dmitri Yázov (1924-2020) Ministro de Defensa y Mariscal de la Unión Soviética; posteriormente fungió como consejero en exportación de armas. Falleció el 25 de febrero de 2020 a los 95 años
- Valentín Pávlov, (1937-2003) primer ministro de la URSS; se convirtió en banquero. Murió en 2003 a los 65 años tras un accidente cerebrovascular.
- Oleg Baklánov, (1932-2021) miembro del Consejo de Defensa soviético. Murió el 28 de julio de 2021 a los 89 años, siendo el último miembro en morir.
- Vasili Starodúbtsev,(1931-2011)  diputado del Sóviet Supremo. Murió el 30 de diciembre de 2011 a los 80 años.
- Aleksandr Tizyakov, (1926-2019) presidente de la Asociación de Empresas Estatales y Conglomerados de Industria, Transporte y Comunicaciones. Murió el 28 de enero de 2019 a los 92 años.
- Borís Pugo, (1937-1991) Ministro de Asuntos Internos, se suicidó para evitar la detención el 22 de agosto de 1991 a los 54 años. Aunque hay cierta especulación de que pudo haber sido asesinado.[2]